# Punta de les Salines
La Punta de les Salines és un cap de la costa del Massís del Montgrí al sud el Golfet del Falaguer i al nord de la Cala Calella. Té forma de Y amb un braç apuntant al sud i l'altre a l'est amb sengles cims (11,6 i 8,9 msnm respectivament). És el punt més a l'est del municipi de Torroella de Montgrí.